# Love for Sale (Tony Bennett e Lady Gaga)
Love for Sale è un album in studio dei cantanti statunitensi Tony Bennett e Lady Gaga, pubblicato il 30 settembre 2021.
Il disco, che contiene una serie di cover di standard jazz di Cole Porter, è il secondo e ultimo album collaborativo di Tony Bennett e Lady Gaga dopo Cheek to Cheek (2014) e si tratta dell'ultimo registrato da Bennett prima del suo ritiro dalle scene.

## Pubblicazione
Come rivelato da Lady Gaga su Twitter, l'idea del secondo disco insieme a Tony Bennett è nata dopo il successo ottenuto da Cheek to Cheek; è stato infatti Bennett a suggerire di omaggiare Cole Porter con i suoi migliori successi. Le registrazioni dei brani sono state effettuate tra il 2018 e il 2021 agli Electric Lady Studios di New York.
Love for Sale è stato pubblicato in cassetta (di colore rosa e grigio per tutto il mondo, mentre il colore albicocca è disponibile solamente nel Regno Unito) nella giornata del 30 settembre, la data di scadenza per poter candidare l'album ai Grammy Awards del 2022, mentre gli altri formati sono usciti il giorno successivo.
L'edizione standard dell'album contiene dieci brani, mentre l'edizione digitale, l'edizione Target e la deluxe internazionale contengono due brani aggiuntivi, I've Got You Under My Skin e You're the Top, due libretti pieghevoli, quattro foto e il secondo disco Cheek to Cheek Live!. Il formato in vinile, oltre al normale colore nero, è disponibile anche in giallo. Il cofanetto da collezione in edizione limitata, disponibile sul sito di Lady Gaga, comprende il disco di Love for Sale nel suo colore standard, un album da disegno con alcuni schizzi di Tony Bennett, un set di matite e temperamatite, quattro foto, sei litografie, stampe ad acquerello, due ristampe di poster di concerti e una lettera ristampata.

## Tracce
Testi e musiche di Cole Porter.
1. It's De-Lovely – 2:53
2. Night and Day – 3:42
3. Love for Sale – 3:40
4. Lady Gaga – Do I Love You? – 4:48
5. I Concentrate on You – 3:56
6. I Get a Kick Out of You – 3:33
7. Tony Bennett – So in Love – 4:31
8. Lady Gaga – Let's Do It, Let's Fall in Love – 3:36
9. Tony Bennett – Just One of Those Things – 2:59
10. Dream Dancing – 4:16

Tracce bonus nell'edizione digitale, Target e deluxe internazionale
1. I've Got You Under My Skin – 3:05
2. You're the Top – 2:49

Traccia bonus nell'edizione giapponese
1. Anything Goes (live a Washington, 2015) – 2:19

Secondo CD nell'edizione deluxe internazionale — Cheek to Cheek Live!

## Successo commerciale
Love for Sale ha fatto il suo ingresso in 8ª posizione nella Billboard 200 statunitense vendendo 41 000 unità di vendita nella sua prima settimana. Di queste, 38 000 sono vendite fisiche o digitali, mentre le restanti 3 000 unità risultano da 3,85 milioni di riproduzioni in streaming delle singole tracce.
Nella Official Albums Chart britannica Love for Sale ha debuttato al 6º posto con 6 370 unità totalizzate, superando di quattro posizioni il picco di Cheek to Cheek, mentre in Francia ha esordito in 6ª posizione con 4 400 unità vendute. Nella classifica giapponese Oricon dedicata alle vendite fisiche l'album ha esordito al 45º posto con 1 572 dischi venduti nei suoi primi tre giorni di disponibilità, per poi salire alla 32ª posizione la settimana successiva con ulteriori 1 077 vendite.

## Classifiche
| Classifica (2021) | Posizione massima |
| ----------------- | ----------------- |
| Australia         | 11                |
| Austria           | 4                 |
| Belgio (Fiandre)  | 11                |
| Belgio (Vallonia) | 5                 |
| Canada            | 33                |
| Croazia           | 3                 |
| Francia           | 6                 |
| Germania          | 5                 |
| Grecia            | 32                |
| Irlanda           | 24                |
| Italia            | 8                 |
| Paesi Bassi       | 10                |
| Polonia           | 7                 |
| Portogallo        | 3                 |
| Regno Unito       | 6                 |
| Repubblica Ceca   | 28                |
| Slovacchia        | 74                |
| Spagna            | 12                |
| Stati Uniti       | 8                 |
| Svizzera          | 2                 |
| Ungheria          | 34                |

## Date di pubblicazione
| Paese                 | Data              | Formato                          | Edizione         | Etichetta                            |
| --------------------- | ----------------- | -------------------------------- | ---------------- | ------------------------------------ |
| Stati Uniti d'America | 30 settembre 2021 | MC                               | Standard         | Columbia Records, Interscope Records |
| Mondo                 | 1º ottobre 2021   | CD, download digitale, streaming | Standard, deluxe | Columbia Records, Interscope Records |
| Mondo                 | 1º ottobre 2021   | LP, MC, box set                  | Standard         | Columbia Records, Interscope Records |
| Brasile               | 19 novembre 2021  | CD                               | Standard         | Universal Music Brasil               |